# MO Constantine
Mouloudia Olympique de constantine S.p.A., cunoscut și sub numele de Mouloudia de Constantine, Mouloudia, sau simplu MOC, este un club de fotbal din  Constantina, Algeria.